# タワーテレビ
タワーテレビ株式会社（英称：TOWER TV Co.,Ltd.）とは、1971年10月1日から1998年3月31日まで存在したテレビ番組の技術を行うプロダクションである。

## 概要
設立母体は、東京12チャンネル（現：テレビ東京）と株式会社東通の技術補助業務を行って、主にビデオ撮影技術を務める。

## 沿革
- 1971年10月 - 設立。
- 1974年 - 日本経済新聞が資本参加。
- 1981年 - テレビ東京として資本参加。
- 1987年 - 株式移動により、テレビ東京が筆頭株主の同社関連子会社となる。
- 1998年4月1日 - 株式会社アクト（ACT）と合併し、テレビ技術およびポストプロダクションにより全般を担当する会社として株式会社テクノマックスが発足し、解散会社となった。

## 事業内容
- テレビ番組のスタジオ技術、取材技術・クルー、中継技術
- ポスプロ技術

## 主な技術協力番組
凡例
特に記述がない場合はテレビ東京で放送。
太字：会社解散・合併後も引き続き、現在放映中の番組。
S：スタジオ技術のみ
L：取材・ロケ技術のみ
R：中継技術のみ
編：ポスプロ技術のみ

## 関連
- 映像系制作プロダクション一覧
- 東通